# فراماسافت
فراماسافت یک شبکه اجتماعی آموزشی برای عموم است که در نوامبر ۲۰۰۱ توسط Alexis Kauffmann، پائول لونتا و جرج سیلوا ایجاد شد. از سال ۲۰۱۴، توسط یک سازمان غیرانتفاعی به همین نام، مستقر در لیون فرانسه پشتیبانی می‌شود. فراماسافت عمدتاً بر ترویج نرم‌افزار آزاد متمرکز است، و بر اساس یک مدل مشارکتی به سه شاخه اصلی از فعالیت‌ها تقسیم می‌شود: ترویج نرم‌افزار آزاد، انتشار و توسعه نرم‌افزار آزاد و غنی‌سازی جنبش فرهنگ آزاد و سرویس‌های آنلاین.
فراماسافت به عنوان فضایی برای جهت‌یابی، کسب اطلاعات، اخبار، تبادل و پروژه‌ها، یکی از پورتال‌های اصلی فرانسوی زبان برای فرهنگ آزاد است. جامعه آن به طور منظم منابع و کمک‌هایی را برای افرادی که مایلند با نرم افزار آزاد شروع کنند ارائه می‌دهد. آنها همچنین افرادی را که می خواهند نرم افزار انحصاری خود را با راه حل های آزاد جایگزین کنند، در هر مرحله از مهاجرت کمک می‌کنند(مثلا برای مهاجرت از مایکروسافت ویندوز به لینوکس).
کل تولیدات فراماسافت تحت پروانه‌ آزاد ارائه شده است تا علاوه بر تشویق به مشارکت، تضمین کند که همه می توانند از آن بدون هیچ اجازه‌ای از آن‌ها بهره‌مند شوند.
1. ↑  "Framasoft ~ Change the world one byte at a time".
2. ↑  "La "Place de la Toile" de Framasoft".
3. ↑  "Soutenir Framasoft.PDF" (PDF). Archived from the original (PDF) on 23 November 2022. Retrieved 23 November 2022.